# Buchlovice
Buchlovice là một chợ huyện thuộc huyện Uherské Hradiště, vùng Zlínský, Cộng hòa Séc.